# Everything Must Go (альбом Manic Street Preachers)
Everything Must Go (с англ. — «Всё должно идти своим чередом») — четвёртый студийный альбом валлийской рок-группы Manic Street Preachers, выпущенный 20 мая 1996 года лейблом Epic Records. Это была первая пластинка, выпущенная в составе трио после исчезновения автора текстов и ритм-гитариста Ричи Эдвардса.
Выпущенный на пике популярности Брит-попа в середине 1990-х годов, альбом имел коммерческий и критический успех. Он дважды достигал пика популярности в Великобритании, дебютировав и заняв 2-е место в UK Albums Chart, и принёс группе награды на церемонии BRIT Awards в 1997 году. Он ознаменовал смену звучания группы из-за ухода Эдвардса. Альбом попал в чарты континентальной Европы, Азии и Австралии, в итоге было продано более двух миллионов копий. Everything Must Go часто упоминается и получает высокие оценки в списках лучших альбомов всех времён от многих музыкальных изданий, таких как NME и Q.

## Предыстория и запись
Певец и автор песен Джеймс Дин Брэдфилд сказал, что звучание ударных сыграло решающую роль в создании атмосферы альбома. Он был вдохновлён творчеством нескольких групп: «Мне нравились такие пластинки, как Pornography группы The Cure, пластинки Joy Division, пластинки Wire, пластинки Magazine, пластинки Siouxsie and the Banshees, пластинки Wah! и пластинки The Associates, где всё начинается с ударных».
Продюсер Майк Хеджес был тем человеком, которого группа имела в виду с момента выхода The Holy Bible, отчасти из-за его продюсерской роли в сингле Siouxsie and the Banshees «Swimming Horses», поклонником которого был Брэдфилд. Группа остановилась в Донфрон-ан-Пуаре, Франция, чтобы поработать в собственной студии Хеджеса, в которой был микшерный пульт из студии Эбби-Роуд.
Рабочим названием альбома было Sounds in the Grass, названное в честь серии картин Джексона Поллока. Название Everything Must Go взято из пьесы Патрика Джонса, брата Ники Уайра.

## Композиция и стиль
Everything Must Go представляет собой смену стиля группы. Их предыдущий альбом, The Holy Bible, был мрачным, тревожным альбомом с минимальным количеством инструментов, в то время как этот альбом включает синтезаторы и струнные в стиле гимнического рока, имеет более коммерческое звучание и соответствует движению Брит-поп, которое было популярно в то время. По словам Уайра, в основе концепции альбома лежали работы Фила Спектора и его «стены звука».
Лирическая направленность альбома также сместилась, отчасти из-за ухода Эдвардса. Вместо интроспективных и автобиографических песен, таких как «4st 7lb», у Уайра преобладает склонность к историческим и политическим темам; однако в пяти песнях использованы тексты Эдвардса — последний раз его тексты появлялись на альбоме Manics до выхода в 2009 году альбома Journal for Plague Lovers. Лирические темы альбома были продолжены на их следующем альбоме — This Is My Truth Tell Me Yours.
В альбоме затрагиваются такие темы, как жизнь фотографа Кевина Картера в одноимённой песне, Виллем де Кунинг в «Interiors» и жестокое обращение с животными в неволе в «Small Black Flowers That Grow in the Sky» (цитата из фильма «Лучшие годы нашей жизни»). Последняя песня на альбоме с текстом Эдвардса также можно интерпретировать как исследование его психического состояния перед исчезновением. Например, строчка «Here chewing your tail is joy» может быть как о селфхарме Эдвардса, так и о мучительных самоповреждениях животных в зоопарке.
Часть партии ритм-гитары в «No Surface All Feeling» была записана Эдвардсом до его исчезновения, что стало вторым случаем, когда гитарная партия Эдвардса присутствовала в записанном Manic Street Preachers песне (первым был «La Tristesse Durera (Scream to a Sigh)» на Gold Against the Soul). Брэдфилд обычно исполняет все гитарные партии в их записях.

### Песни
Из-за ухода Эдвардса тон текстов и темы песен значительно изменились. Уайр высказался об эстетике и атмосфере альбома, сказав: «В Everything Must Go, судя по тому, как мы говорили об этом, мы были самыми робкими из всех, потому что очень нервничали. Это было странно, потому что это был самый не альбом Manics, о котором мы говорили, и в то же время самый успешный».

#### «Elvis Impersonator: Blackpool Pier» и «Enola/Alone»
Первая песня альбома «Elvis Impersonator: Blackpool Pier» была описана группой как песня, отражающая то, как Великобритания принимает американскую культуру и поклоняется ей. В юбилейном издании, посвящённом 10-летию, Брэдфилд заявил, что эта песня соответствует настроению альбома и напоминает ему о том, как они с Уайром и Эдвардсом вместе писали тексты. Будучи работой Эдвардса, Брэдфилд отрицает, что эта песня или любая другая, написанная им и вошедшая в альбом, является данью уважения Эдвардсу; он просто подумал, что текст хорошо подходит к альбому.
По словам самой группы, «Enola/Alone» одновременно «поднимает настроение» и «навевает меланхолию», и именно поэтому люди могут «ухватиться» за неё, как говорит Уайр. Текст песни также в некоторой степени вдохновлён «Camera Lucida» — книгой французского философа Ролана Барта о философии фотографии, вышедшей в 1980 году.

#### «Small Black Flowers That Grow in the Sky» и «The Girl Who Wanted to Be God»
«Small Black Flowers That Grow in the Sky» — ещё одна песня, написанная Эдвардсом. Эта песня является любимой продюсера альбома Майка Хеджеса, а Брэдфилд назвал её песней, в которой он впервые захотел спеть текст и «сделать глубокий вдох». Была проведена параллель между текстом и состоянием Эдвардса.
«The Girl Who Wanted to Be God» — это песня, название которой отсылает к цитате американской поэтессы Сильвии Плат. По словам группы, это самая вдохновляющая и открытая песня в альбоме, в которой звучит больше надежды, чем в остальных двенадцати песнях.

#### «Removables» и «Interiors (Song for Willem de Kooning)»
«Removables» — очередная песня, написанная Эдвардсом, которая, предположительно, была записана в студии за один дубль и на которую было потрачено очень мало времени. В ней снова есть отсылка к его самоповреждениям, как в строчке «broken hands never ending».
«Interiors» — дань уважения Виллему де Кунингу — художнику, страдавшему от болезни Альцгеймера. Он был вдохновлён документальным фильмом о том, как де Кунинг страдал от этого заболевания, из-за которого он, по-видимому, не мог вспомнить, что он нарисовал.

#### «Further Away» и «No Surface All Feeling»
«Further Away» стала для группы моментом свободы, когда Уайр заявили, что эта песня не могла быть написана в первые годы, и описали её как «почти» песню о любви. Она была выпущена как сингл только в Японии. Песня «Sepia» (на стороне «Б» сингла) отсылает к финальной сцене фильма «Бутч Кэссиди и Санденс Кид», где два главных героя показаны в стоп-кадре, который затем раскрашен в сепию.
Что касается «No Surface All Feeling», то часть гитарной партии была записана Эдвардсом, и Уайр описывает текст как нежное завершение альбома, поскольку песня отражает боль от потери друга.

## Художественное оформление
Дизайн обложки альбома и компакт-диска был разработан Марком Фэрроу. На вкладыше компакт-диска есть цитата Джексона Поллока: «Картины, которые я собираюсь писать, будут представлять собой промежуточное состояние и попытку указать направление в будущее — не достигая его полностью». Вдохновением для альбома послужила «Угольная шахта Тауэр, долина Сайнон, Южный Уэльс».

## Выпуск и продвижение
Альбом был выпущен 20 мая 1996 года. С альбома было выпущено четыре сингла. «A Design for Life» занял 2-е место в британском чарте синглов, продержавшись 3 недели в топ-10 и в общей сложности 14 недель в топ-100. Он получил серебряный сертификат в Великобритании за продажи более 200 000 копий. Заглавная песня была выпущена вторым синглом, достигнув 5-го места и продержавшись 10 недель в топ-100 Великобритании. «Kevin Carter», третий сингл, занял 9-е место, продержавшись 8 недель в британском топ-100. Это был сингл с альбома, который продержался в чартах меньше всего недель, потому что последний сингл, «Australia», занял 7-е место и, несмотря на то, что на второй неделе продаж опустился на 31-е место, продержался в британском топ-100 синглов 9 недель. Все синглы, вошедшие в топ-10 Великобритании в период с 1996 по 1997 год, были выпущены в октябре 1996 года. «Further Away» был выпущен только в Японии, заменив британский сингл «Kevin Carter».
После выхода альбома в следующем году группа выступила на специальном концерте на «Манчестер Арене» перед более чем 20 000 зрителей. Басист Ники Уайр сказал, что именно в этот момент он понял, что группа «сделала это». Запись была выпущена на VHS 29 сентября 1997 года и была переиздана на DVD только в Японии. Режиссёром Everything Live был Дик Каррутерс. Первые 12 000 экземпляров сопровождались пятью открытками с фотографиями группы, сделанными их официальным фотографом Митчем Икедой.

### Переиздание
6 ноября 2006 года было выпущено юбилейное 10-летнее издание альбома. В него вошли оригинальный альбом, демозаписи, би-сайды, ремиксы, репетиции и альтернативные версии песен с альбома, распределённые по двум компакт-дискам. Дополнительный DVD с музыкальными клипами, живыми выступлениями, появлениями на телевидении, 45-минутным документальным фильмом о создании альбома и двумя фильмами Патрика Джонса дополнял набор из трёх дисков. В юбилейном 10-летнем издании группа заявляет, что по-прежнему любит этот альбом, а Уайр идёт дальше и говорит: «Я думаю, что это наш лучший альбом, я не боюсь это сказать».
В 2016 году альбому исполнилось 20 лет с момента его выхода, поэтому группа анонсировала специальное юбилейное издание, которое вышло 20 мая, в день, когда альбому исполнилось 20 лет. Было выпущено стандартное издание с двойным компакт-диском, на котором представлены только ремастированный альбом и концерт на Nynex Arena, а также delux-издание, включающее полностью ремастированный альбом, би-сайды, 10"-граммовый винил, полностью восстановленный концерт на Nynex Arena 1997 года на DVD, эксклюзивный новый фильм о создании альбома, официальные видеоклипы на все синглы и 40-страничный буклет. Переиздание сопровождалось гастролями по Великобритании, который завершился на стадионе «Либерти» в Суонси.
18 июня 2016 года HMV в рамках Недели виниловых пластинок выпустил 1000 копий на синем виниле. Они были строго лимитированы и выдавались только по одному экземпляру на покупателя.
В 2015 году группа объявила, что собирается отпраздновать 20-летие альбома своим самым масштабным концертом с 1999 года на стадионе «Либерти» в Суонси 28 мая 2016 года. Специальными гостями станут Super Furry Animals. Альбом будет исполнен полностью. Перед финальным концертом в Суонси группа отправилась на гастроли в поддержку альбома по Великобритании: Ливерпуль, «Эхо Арена» (13 мая), Бирмингем, «Джентинг Арена» (14 мая), Лондон, Королевский Альберт-Холл (16-17 мая), Лидс, «Ферст Директ Арена» (20 мая) и Глазго, «SSE Гидро» (21 мая). В начале 2016 года группа анонсировала европейские концерты в Эстонии, Финляндии, Швеции, Дании, Нидерландах, Бельгии и Германии.

## Коммерческий успех
Альбом дебютировал в UK Albums Chart на втором месте с продажами 60 000 копий. На сегодняшний день альбом получил статус трижды платинового в Великобритании, став самым успешным альбомом группы в чартах и продержавшись 104 недели в топ-100. Спустя год после выпуска альбом всё ещё входит в пятёрку лучших. Международная федерация производителей фонограмм (IFPI) присвоила альбому платиновый статус за продажи более миллиона копий. Альбом познакомил группу с новым поколением поклонников и попал в чарты Европы, Азии и Австралии. С мая 1996 года было продано более двух миллионов копий альбома Everything Must Go. Мировые продажи их следующего альбома This Is My Truth Tell Me Yours должны были быть ещё выше.

## Отзывы критиков
| Оценки критиков      | Оценки критиков |
| Источник             | Оценка          |
| -------------------- | --------------- |
| AllMusic             | [ 10 ]          |
| Alternative Press    | 5/5             |
| Entertainment Weekly | A               |
| The Guardian         | [ 29 ]          |
| Mojo                 | [ 30 ]          |
| NME                  | 8/10            |
| Q                    | [ 32 ]          |
| Select               | 5/5             |
| Uncut                | [ 34 ]          |
| Vox                  | 9/10            |

Будучи первым альбомом после ухода Эдвардса, группа в то время испытывала трудности, но после выхода «A Design for Life», который был хорошо принят критиками и поклонниками, Everything Must Go стал альбомом, который познакомил группу с широкой публикой. Все синглы были одобрены радиостанциями, и альбом имел успех у критиков.
В статье для журнала Q, опубликованной в июне 1996 года, Том Дойл посчитал, что у Everything Must Go «мало общего» с его предшественником, The Holy Bible, и увидел в альбоме возвращение к «эпическому поп-року» и его улучшение по сравнению с Gold Against the Soul. Он отметил, что выбор продюсера Майка Хеджеса в качестве возможного фактора, повлиявшего на общее изменение звучания, и провёл параллели между текстами Курта Кобейна и «насыщенной реверберацией» музыкой Фила Спектора. Николас Барбер из The Independent назвал Everything Must Go «самым непосредственным, уверенным и гимническим британским хард-рок-альбомом со времён Definitely Maybe группы Oasis», отметив, что пластинка была более доступной по сравнению с «сокрушительно тяжёлым» звучанием The Holy Bible, особенно, по его словам, для группы, «которая когда-то бы посмеялась над идеей о том, что можно спеть под нос».
Марк Сазерленд из журнала Vox назвал Everything Must Go «самым доступным» альбомом группы, назвав его «настолько превосходной записью, что, возможно, интеллект снова войдет в моду», и предположив, что альбом «доказывает, что, по крайней мере, в профессиональном плане, Manic Street Preachers не скучают по Ричи». Критик Rolling Stone Дэвид Фрике назвал Everything Must Go «самым недооцененным альбомом года», описав его как «запись кропотливой работы над мелодикой и громоподобного исполнения, провозглашение физического и эмоционального очищения — до определённой степени».
В ретроспективном обзоре Стивен Томас Эрлевайн из AllMusic написал: «Прежде всего, Everything Must Go — это катарсический опыт — по-настоящему трогательно слышать, как маниакальные исполнители дают надежду, не впадая в слащавую сентиментальность и не падая духом под тяжестью своей ситуации». В обзоре на 10-ти юбилейное издание альбома Дэйв Симпсон, обозреватель The Guardian, сказал, что альбом «достиг вершины первоначальных амбиций валлийцев: покорить мейнстрим с помощью гнева, искусства и души». Ник Батлер, пишущий для Sputnikmusic, пришёл к выводу, что «Everything Must Go — это звёздный альбом, наполненный великолепными песнями-гимнами, и это приятный опыт прослушивания. Она уступает The Holy Bible просто потому, что не так уникальна, но если Everything Must Go и уступает, то лишь немного».

### Награды
В 1996 году альбом вошёл в шорт-лист премии Mercury Prize, но не получил её; однако альбом получил награду за лучший британский альбом, а Manic Street Preachers — за лучшую британскую группу на церемонии Brit Awards в 1997 году. На церемонии NME Awards в 1996 году альбом Everything Must Go был назван альбомом года, а Manic Street Preachers также получили награды за лучшее живое выступление и лучший сингл за песню «A Design for Life».

### Влияние
Альбом по-прежнему пользуется успехом у критиков, является важным этапом в карьере Manic Street Preachers и классикой британской музыки 1990-х годов, часто попадая в списки величайших альбомов всех времён по версии британских музыкальных изданий.
В 1998 году читатели журнала Q назвали его 11-м величайшим альбомом всех времён, а в 2000 году тот же журнал поставил его на 39-е место в списке «100 величайших британских альбомов всех времён». Альбом также занял 16-е место в списке лучших альбомов, выпущенных за всю историю журнала. Альбом входит в коллекцию классических альбомов NME, и тот же журнал поставил его на 182-е место в своём списке «500 величайших альбомов всех времён». Kerrang! поставил альбом на 24-е место в своём списке «100 лучших британских рок-альбомов всех времён». Тот же журнал поставил альбом на 22-е место в своём списке «100 альбомов, которые вы должны услышать перед смертью». Альбом занял 41-е место в списке «100 лучших альбомов всех времён» по версии Melody Maker. В 2016 году альбом вошёл в список величайших альбомов всех времён по версии Absolute Radio. В конце года журналы NME и Kerrang! поставили альбом Everything Must Go на 2-е место в своих списках. в то время как журнал Q назвал альбом одним из лучших в 1996 году. Журнал Melody Maker и Vox поставил альбом на первое место в своём списке 1996 года. Альбом был включён в книгу Роберта Димери «Тысяча и один музыкальный альбом, которые ты должен услышать, прежде чем умрёшь».
Веб-сайт Clash перед выходом двенадцатого студийного альбома группы Futurology написал следующее о Everything Must Go: «Под чутким руководством Майка Хеджеса и с чутким, но не властным использованием струнных, Everything Must Go сумели объединить более доступное звучание своих ранних лет с яркими образами их предыдущего альбома. Каким-то образом эта пластинка, относящаяся к последним этапам развития Брит-попа того времени, остаётся одним из лучших релизов десятилетия, и её обязательно нужно послушать».

## Список композиций
1. «Elvis Impersonator: Blackpool Pier» (Lyrics by Wire/Edwards) — 3:29
2. «A Design for Life[англ.]» — 4:16
3. «Kevin Carter» (Music by Bradfield, Moore, Wire; lyrics by Edwards) — 3:24
4. «Enola/Alone» — 4:07
5. «Everything Must Goen[англ.]» — 3:41
6. «Small Black Flowers That Grow in the Sky» (Music by Bradfield, Moore, Wire; lyrics by Edwards) — 3:02
7. «The Girl Who Wanted to Be God» (Lyrics by Wire, Edwards) — 3:35
8. «Removables» (Music by Bradfield, Moore, Wire; lyrics by Edwards) — 3:31
9. «Australia[англ.]» — 4:04
10. «Interiors (Song for Willem de Kooning)» — 4:17
11. «Further Away[англ.]» — 3:38
12. «No Surface All Feeling» — 4:14

## Чарты
| Чарт (1996 г.)                      | Позиция в чартах |
| ----------------------------------- | ---------------- |
| Австралия (ARIA)                    | 55               |
| Австрия (Ö3 Austria)                | 50               |
| Дания (Hitlisten)                   | 40               |
| Нидерланды (Album Top 100)          | 63               |
| Ирландия (IRMA)                     | 12               |
| Финляндия (Suomen virallinen lista) | 29               |
| Новая Зеландия (RMNZ)               | 29               |
| Шотландия (Scottish Albums Chart)   | 2                |
| Швеция (Sverigetopplistan)          | 21               |
| Великобритания (UK Albums Chart)    | 2                |

| Чарт (1996 г.)  | Позиция в чарте |
| --------------- | --------------- |
| UK Albums (OCC) | 20              |
| Чарт (1997 г.)  | Позиция в чарте |
| UK Albums (OCC) | 24              |

## Сертификации
| Регион                                                       | Сертификация  | Продажи    |
| ------------------------------------------------------------ | ------------- | ---------- |
| Великобритания (BPI)                                         | 3× Платиновый | 1,083,005  |
| Итого                                                        |               |            |
| Европа (IFPI)                                                | Платиновый    | 1 000 000* |
| * Данные о продажах приведены только на основе сертификации. |               |            |